# Tezami
Tezami (georgiska: თეზამი) är ett vattendrag i Georgien. Det ligger i den östra delen av landet, 25 km norr om huvudstaden Tbilisi. Tezami mynnar som vänsterbiflod i Aragvi.